# Bieruń
Bieruń (deutsch Berun) ist die Kreisstadt des Powiats Bieruńsko-Lędziński (Kreis Berun-Lendzin) in der polnischen Woiwodschaft Schlesien und zählt fast 20.000 Einwohner.

## Geographie

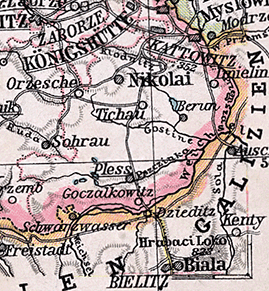
Berun südlich von Kattowitz und nordöstlich von Pless auf einer Landkarte von 1905

### Lage
Die Stadt liegt im Süden Oberschlesiens am Fluss Mletzna und an einem großen See auf einer Höhe von 258 m über dem Meeresniveau, etwa 25 km südlich von Kattowitz.

### Stadtgliederung
Bieruń gliedert sich in folgende Stadtteile:
- Bieruń Stary (Alt Berun)
- Bieruń Nowy (Neuberun)
- Bijasowice (Biassowitz)
- Czarnuchowice (Czarnuchowitz)
- Jajosty (Jajost)
- Ściernie (Sciern)

## Geschichte

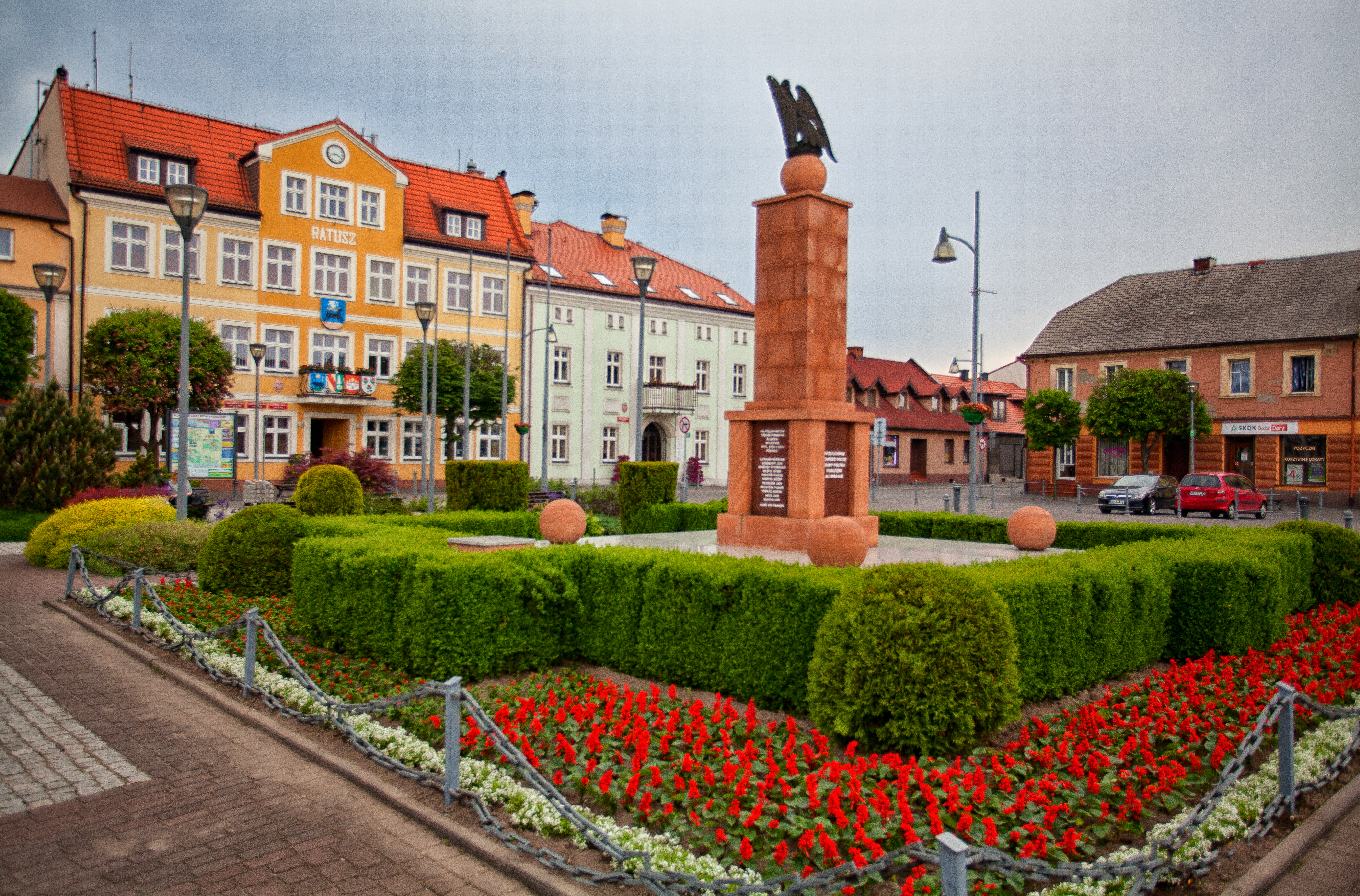
Ring mit Rathaus

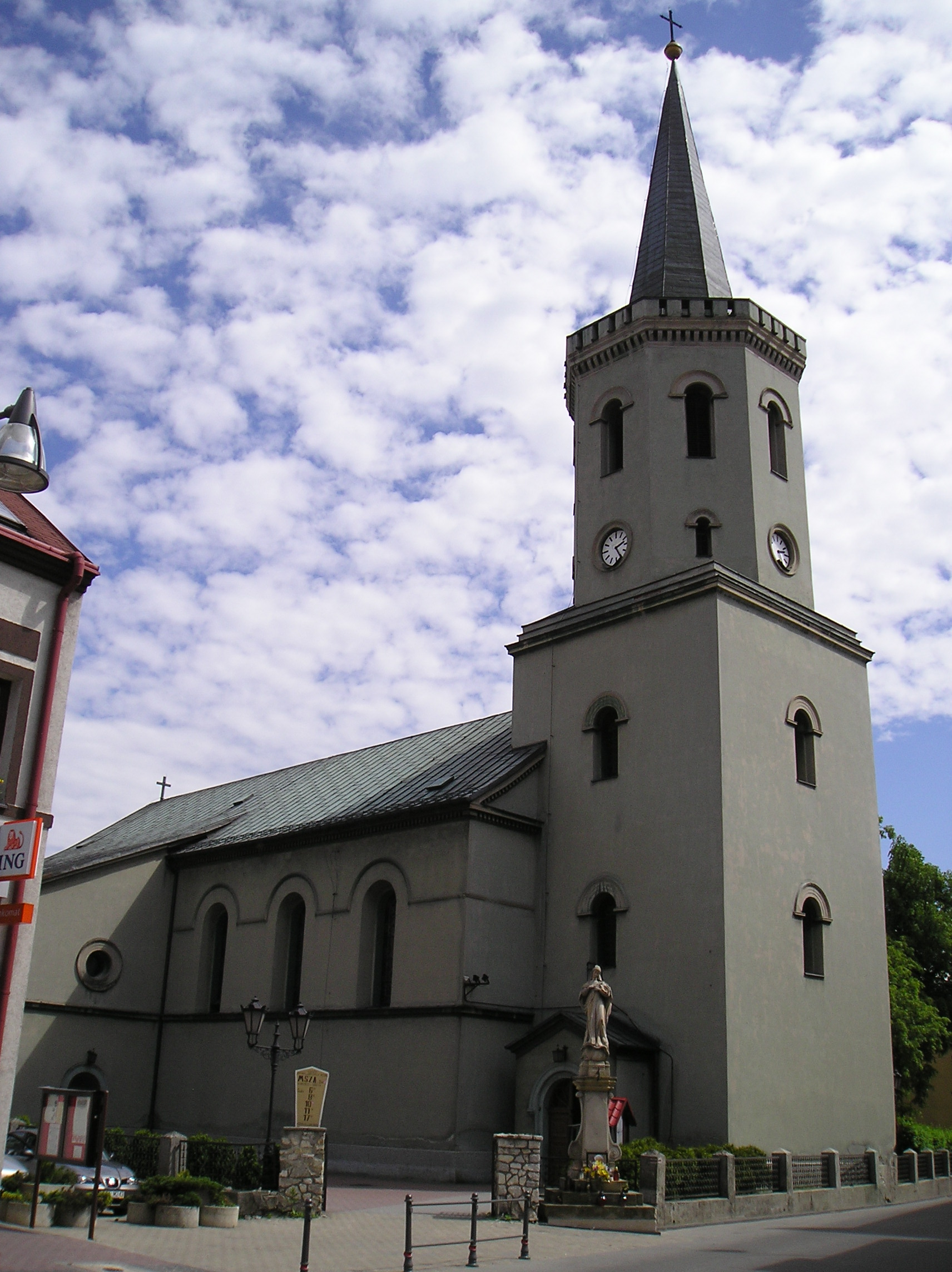
St.-Bartholomäus-Kirche

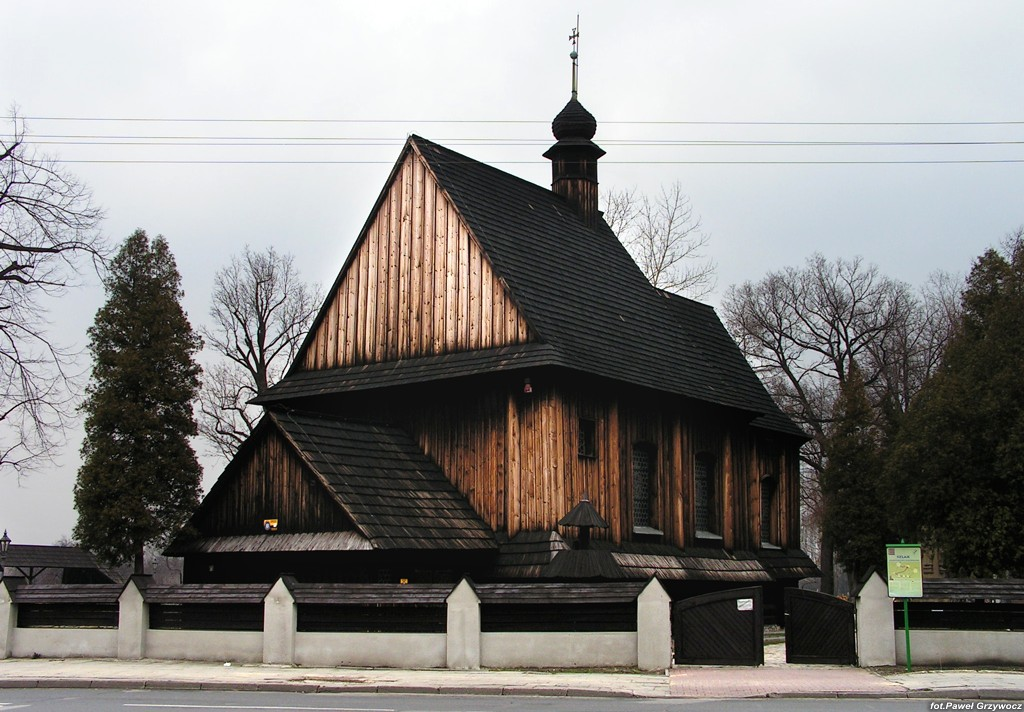
Schrotholzkirche St. Valentin

Eine erste feste Siedlung an der Stelle des heutigen Bieruń gab es bereits im 13. Jahrhundert. 1327 fiel die Ansiedlung an Böhmen. 1376 wurde eine Siedlung namens de Berouna erwähnt. Das Stadtrecht erhielt Berun 1387 von Herzog Johann II. dem Eisernen. Eine Bierbrauerei nahm 1525 ihren Betrieb auf. 1526 übernahmen die Habsburger die Herrschaft über das Gebiet.
1742 fiel das Gebiet an Preußen, und gleichzeitig verlor Berun sein Stadtrecht. Die Stadt wurde 1816 dem Kreis Pleß im Regierungsbezirk Oppeln der preußischen Provinz Schlesien zugeordnet und lag direkt an der Grenze zu Polen. Etwa 100 Jahre später wurde die erste zwischenstaatliche Straße Oberschlesiens errichtet, die durch den Ort ging. Am 18. Juni 1845 zerstörte ein verheerender Stadtbrand Berun. Für den Wiederaufbau der Stadt spendete der preußische König Friedrich Wilhelm IV. 9000 Taler. Die Einwohner lebten vorwiegend vom Ackerbau, ihre Umgangssprache war teils Deutsch teils Polnisch.
Mitte des 19. Jahrhunderts entstanden eine Sprengstoff- und eine Zigarettenfabrik in Berun. Im Jahr 1865 erhielt der bisherige Marktflecken Berun wieder das Stadtrecht. Der Ortsname wurde in Alt Berun abgeändert, da 1833 bei Zabrzeg das Dorf Berun Zabrzeg in Neuberun umbenannt worden war. Am Anfang des 20. Jahrhunderts hatte Berun zwei katholische Kirchen, eine Synagoge sowie Sprengstoff- und Zündholzfabrikation.
Nach dem Ersten Weltkrieg versuchten in der Region Aufständische, das Gebiet gewaltsam an den neuen polnischen Staat anzugliedern. In der Volksabstimmung in Oberschlesien 1921 über die staatliche Zugehörigkeit wurden in Alt Berun 1427 oder 82,1 % der Stimmen und in Neuberun 292 oder 58,4 % für Polen abgegeben. So wurde die Stadt 1922 polnisch.
Am 19. Januar 1945 wurde bei Bieruń ein sowjetisches Militärflugzeug US-amerikanischer Fabrikation von der deutschen Luftwaffe abgeschossen, vier Besatzungsmitglieder starben, ein Überlebender wurde als Kriegsgefangener nach Deutschland verschleppt.
1975 verlor der Ort seine Selbständigkeit und wurde Teil Tychys. 1991 wurde Bieruń wieder selbständig.

### Demographie
| Jahr | Einwohnerzahl | Anmerkungen                                                                                            |
| ---- | ------------- | --- |
| 1816 | 0618          | [ 7 ]                                                                                                  |
| 1825 | 0784          | darunter 10 Evangelische, 90 Juden                                                                     |
| 1840 | 1210          | davon 11 Evangelische, 1096 Katholiken, 103 Juden                                                      |
| 1855 | 1251          | [ 9 ]                                                                                                  |
| 1861 | 1334          | davon 6 Evangelische, 1247 Katholiken, 81 Juden                                                        |
| 1867 | 1604          | am 3. Dezember                                                                                         |
| 1871 | 1720          | nach anderen Angaben 1738 Einwohner (am 1. Dezember), davon 26 Evangelische, 1622 Katholiken, 90 Juden |
| 1885 | 1077          | [ 12 ]                                                                                                 |
| 1900 | 2073          | meist Katholiken                                                                                       |
| 1905 | 2145          | [ 12 ]                                                                                                 |
| 1910 | 2221          | [ 12 ]                                                                                                 |

Graphische Darstellung der Einwohnerzahlen von Bieruń (inkl. Gutsbezirk) bis heute:

## Politik

### Bürgermeister
An der Spitze der Verwaltung steht der Bürgermeister. Seit 2015 war dies Krystian Grzesica, der für sein eigenes Wahlkomitee antrat. Die turnusmäßige Wahl im April 2024 brachte folgendes Ergebnis:
- Sebastian Macioł (Wahlkomitee „Verein der Liebhaber des Bieruńer Landes »Porąbek« in Bieruń“) 52,3 % der Stimmen
- Krystian Grzesica (Wahlkomitee Krystian Grzesica) 20,2 % der Stimmen
- Agnieszka Wyderka-Dyjecińska (Wahlkomitee Agnieszka Wyderka-Dyjecińska) 15,2 % der Stimmen
- Tomasz Nyga (Wahlkomitee Tomasz Nyga) 10,5 % der Stimmen
- Jacek Czempas (Wahlkomitee „Sicheres Bieruń“) 1,8 % der Stimmen

Damit wurde der Sebastian Macioł bereits im ersten Wahlgang zum neuen Bürgermeister gewählt.
Die turnusmäßige Wahl im Oktober 2018 brachte folgendes Ergebnis:
- Krystian Grzesica (Wahlkomitee Krystian Grzesica) 56,0 % der Stimmen
- Bernard Pustelnik (Wahlkomitee „Einwohnerverein Bieruń“) 27,6 % der Stimmen
- Tomasz Nyga (Wahlkomitee Tomasz Nyga) 14,1 % der Stimmen
- Übrige 2,3 % der Stimmen

Damit wurde der Amtsinhaber Krystian Grzesica bereits im ersten Wahlgang für eine weitere Amtszeit gewählt.

### Stadtrat
Der Stadtrat von Bieruń besteht aus 15 Mitgliedern. Die Wahl 2024 führte zu folgendem Ergebnis:
- Wahlkomitee „Wahlkomitee Krystian Grzesica“ 31,3 % der Stimmen, 5 Sitze
- Wahlkomitee „Verein der Liebhaber des Bieruńer Landes »Porąbek« in Bieruń“ 30,7 % der Stimmen, 8 Sitze
- Wahlkomitee Agnieszka Wyderka-Dyjecińska 18,6 % der Stimmen, 1 Sitz
- Wahlkomitee Tomasz Nyga 12,9 % der Stimmen, 1 Sitz
- Wahlkomitee „Sicheres Bieruń“ 5,8 % der Stimmen, kein Sitz
- Übrige 0,7 % der Stimmen, kein Sitz

Die Wahl 2018 führte zu folgendem Ergebnis:
- Wahlkomitee „Wahlkomitee Krystian Grzesica“ 36,8 % der Stimmen, 9 Sitze
- Wahlkomitee Tomasz Nyga 18,0 % der Stimmen, 2 Sitz
- Wahlkomitee „Einwohnerverein Bieruń“ 17,3 % der Stimmen, 2 Sitze
- Prawo i Sprawiedliwość (PiS) 11,5 % der Stimmen, kein Sitz
- Wahlkomitee „Verein der Liebhaber des Bieruńer Landes »Porąbek« in Bieruń“ 10,1 % der Stimmen, 2 Sitze
- Übrige 6,4 % der Stimmen, kein Sitze

## Wirtschaft
Das Steinkohlenbergwerk Piast ist ein aktives Steinkohlenbergwerk. Es gehört heute zur Gruppe Polska Grupa Górnicza (PGG). Daneben ist Bieruń der Sitz des börsennotierten Autohändlers Auto Partner, dessen Aktien im Mittelwerteindex MWIG40 enthalten sind.

## Sehenswürdigkeiten
- Die gotische Schrotholzkirche ist seit 1680 dem heiligen Valentin (Sanktuarium św. Walentego) als Sanktuarium geweiht und wurde wahrscheinlich zwischen 1598 und 1628 errichtet. Ein Brand im Jahre 1972 beschädigte den Bau schwer, der in der Folge originalgetreu wiederhergestellt wurde und noch immer über eine reiche barocke Ausstattung verfügt.[18] Die Orgel stammt aus der Zeit um 1650 und wurde 1845 von Orzesche hierher gebracht.
- St.-Bartholomäus-Kirche (kościół św. Bartłomieja Apostoła) am Ring in Alt Berun stammt aus den Jahren 1770 bis 1776.
- Herz-Jesu-Kirche (Kościół Najświętszego Serca Pana Jezusa) wurde im Jahre 1910 als evangelische Kirche gebaut und liegt im Stadtteil Neu Berun. 1922 wurde sie für 200.000 Reichsmark an die katholische Kirche verkauft.
- St.-Barbara-Kirche
- Historische Bürgerhäuser am Ring
- Jüdischer Friedhof

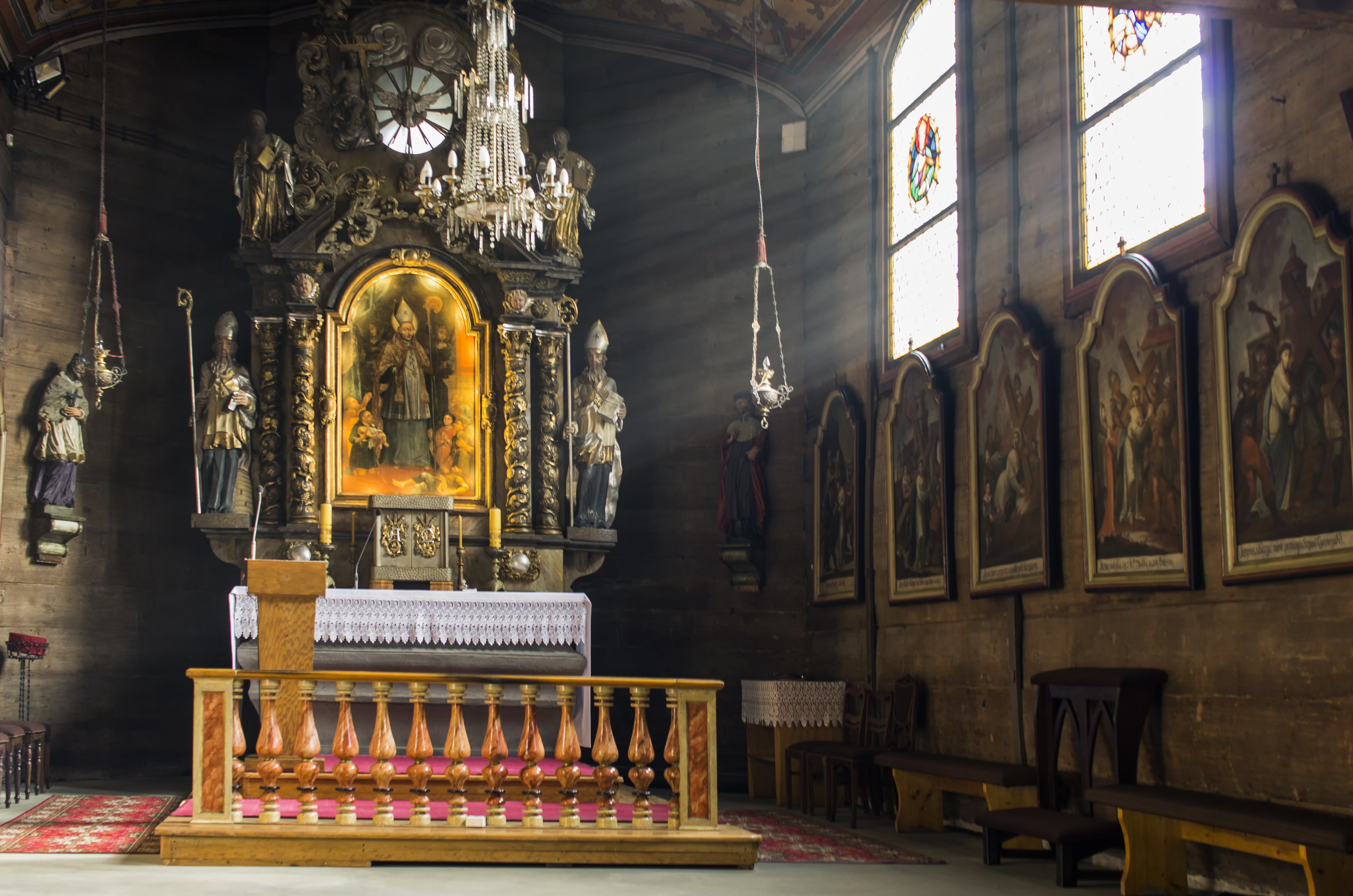
Das Innere des Walentin-Sanktuariums
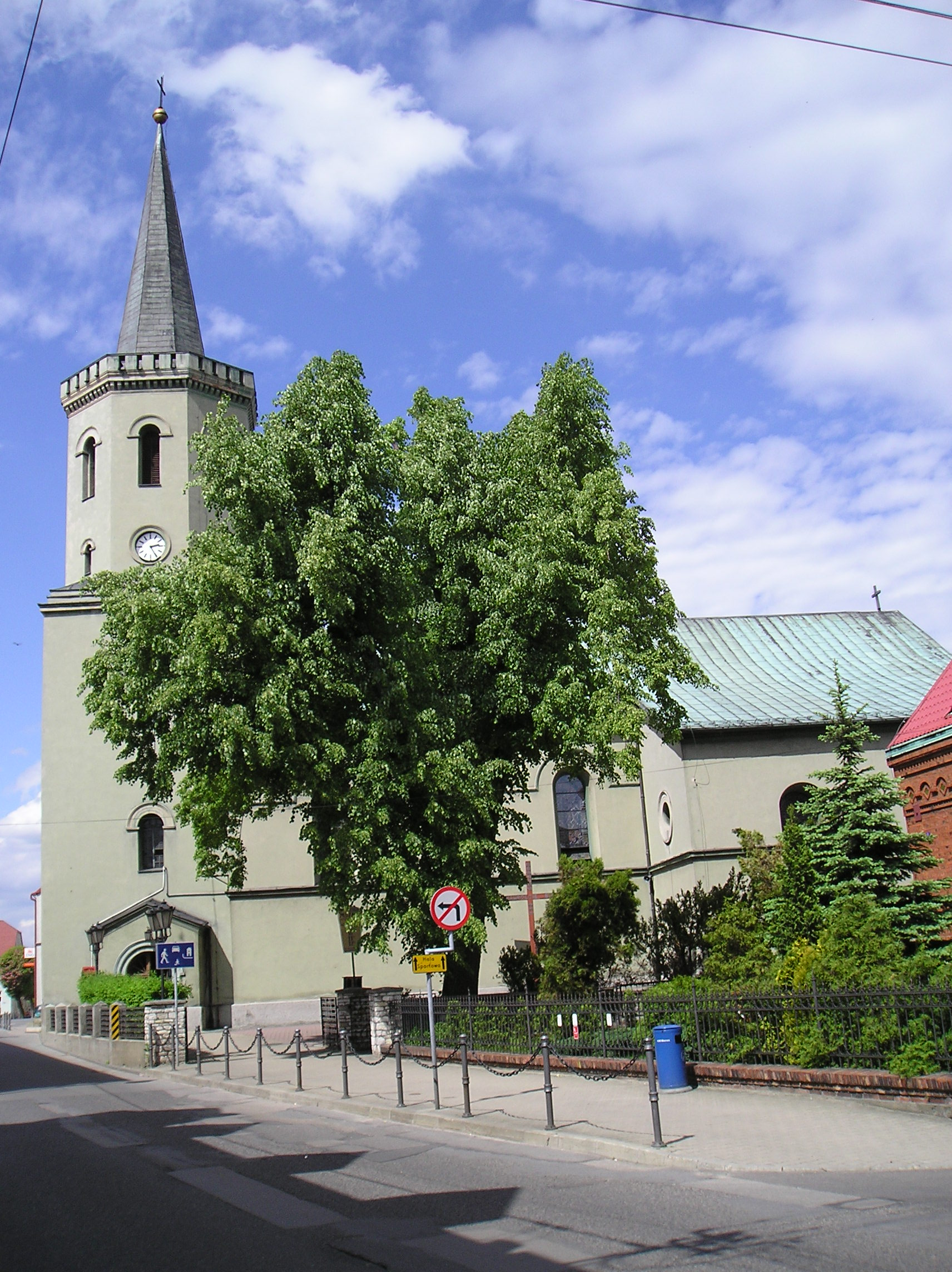
St.-Bartholomäus-Kirche
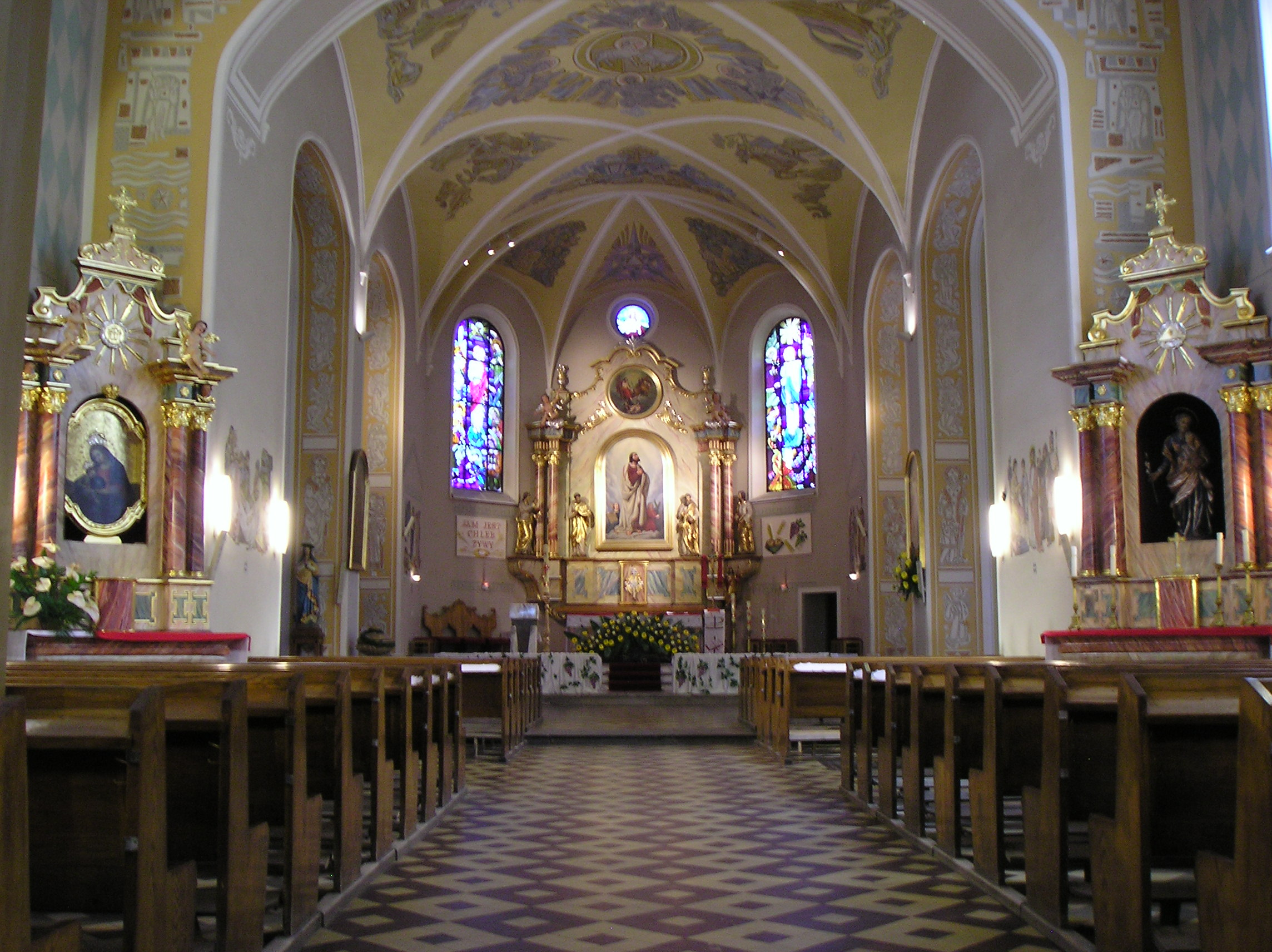
Das Innere der St.-Bartholomäus-Kirche
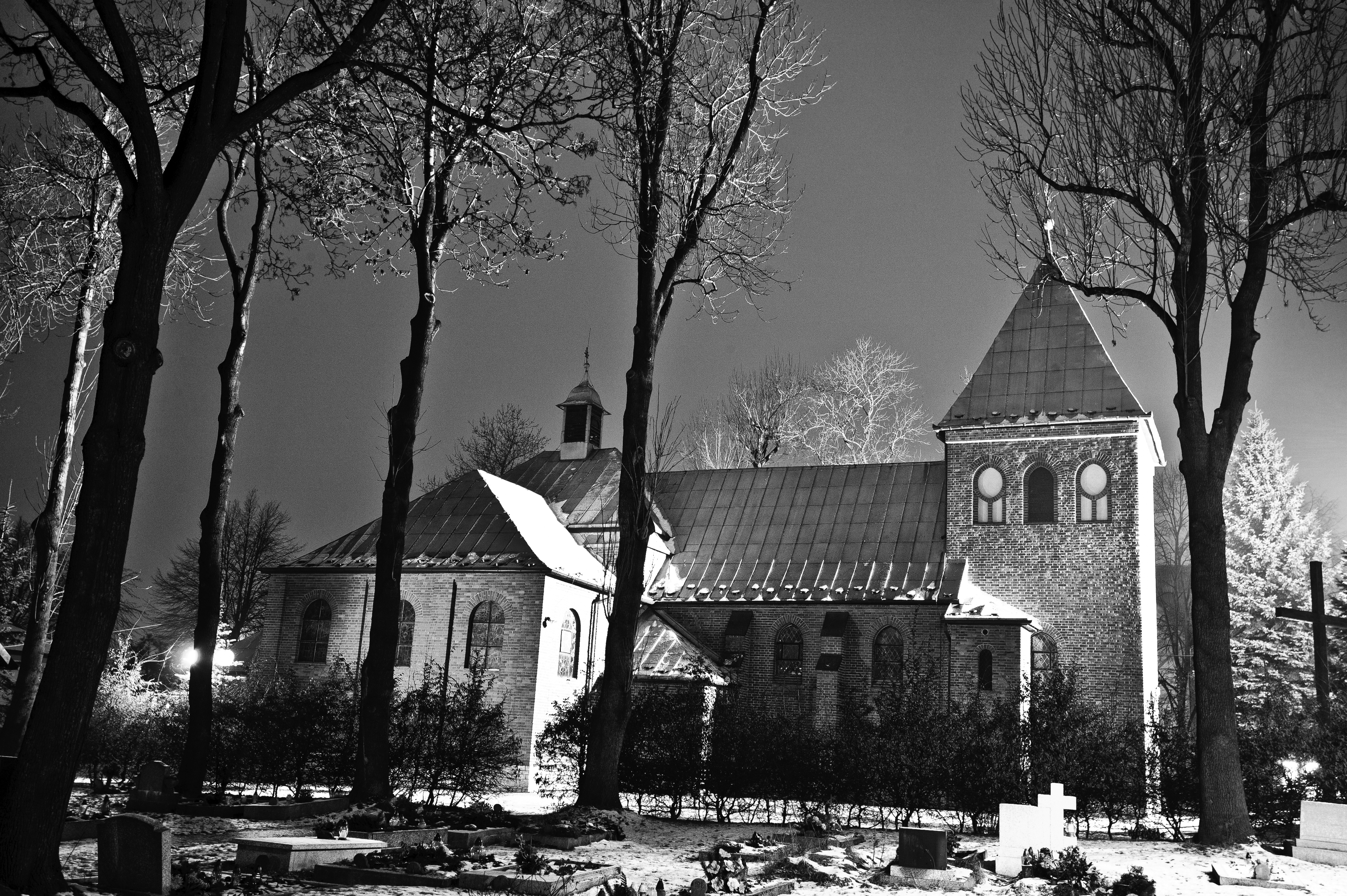
Die Herz-Jesu-Kirche

## Städtepartnerschaften
- Moravský Beroun (Tschechien), seit 1992
- Gundelfingen (Deutschland), seit 1997
- Ostroh (Ukraine), seit 2005
- Meung-sur-Loire (Frankreich), seit 2008

## Söhne und Töchter der Stadt
- Julius Pollack (1832–1916), Großkaufmann, Ritter des österreichischen Franz-Josephs-Ordens
- Stanisław Nagy (1921–2013), polnischer römisch-katholischer Theologe und Kardinal